# صيد الحمام

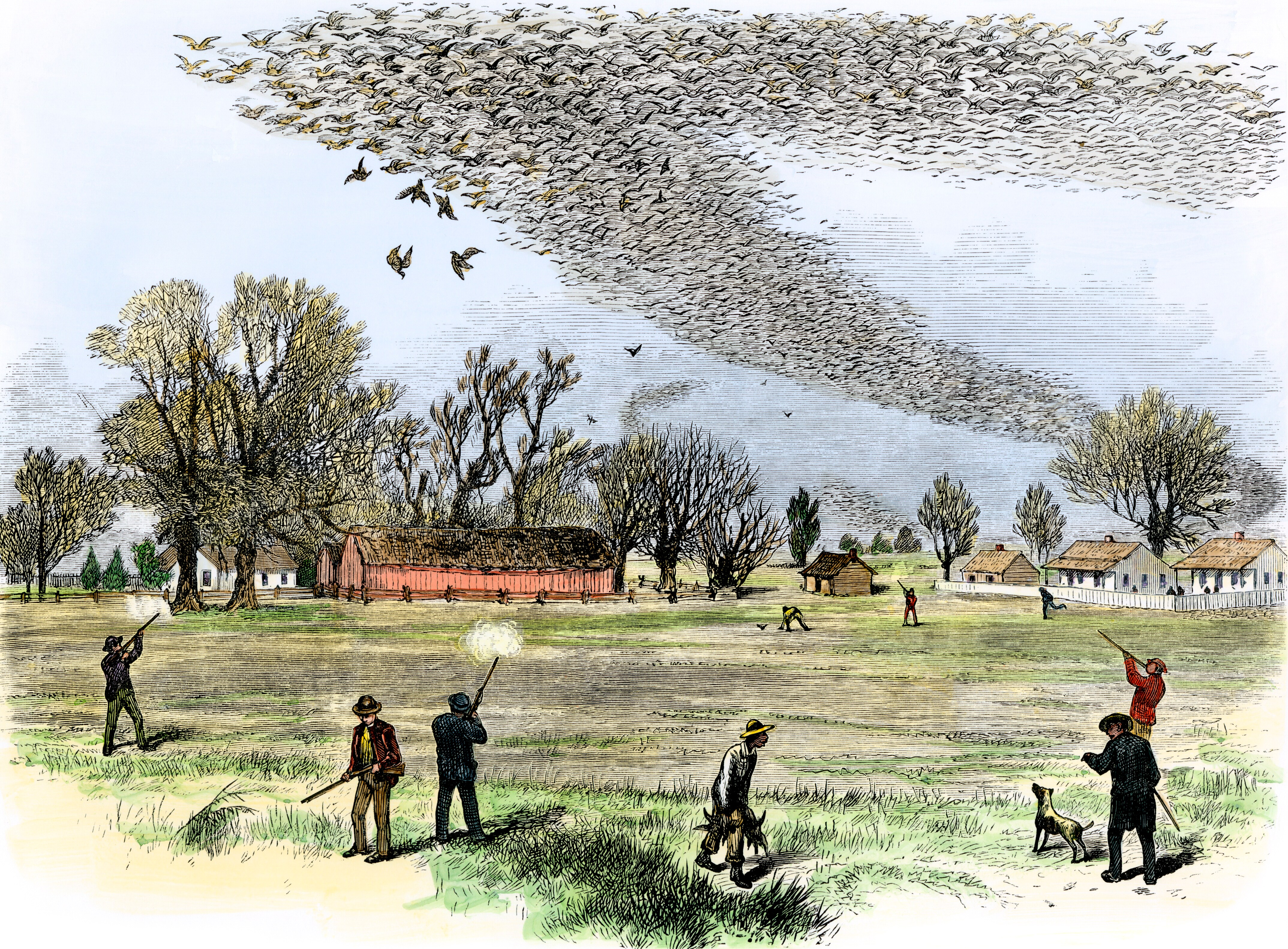

صيد الحمام هي إحدى أشهر مسابقات صيد الطيور الحية. تقليديا، يوجد نمطان للمسابقة، طيور الصندوق وكولومباير. في مسابقة طيور الصندوق، يحبس الحمام داخل صندوق ميكانيكي ليتم إطلاقها عندما ينادي المتسابق بذلك. أما في مسابقة كولومباير، يكون الحمام في أيدي أشخاص يطلقونها عندما ينادي المتسابق. يربي حمام المسابقة على السرعة. أشهر أنواع المستخدمة في مسابقات الصيد يعرف باسم زوريتو (حمام كولومبي).
أثناء المسابقة، يتم المراهنة على مبالغ كبيرة، يمكن أن يحصل الفائز منها على مبالغ تتجاوز 50,000 دولار أمريكي. لذلك تكون معدات هذه الرياضة متخصصة ومصممة لهذا الغرض.
في الماضي، اعتبرت هذه الرياضة شعبية على مستوى أنحاء العالم. حيث كانت رياضة الطبقة العليا وكانت تعقد في منتجعات كبيرة ومميزة مثل موناكو وهافانا. أما أخبارها فكانت تغطى من قبل مجلات مشهورة على غرار فيلد اند ستريم وسبورتس إليسترايتد. لكن مع مرور الوقت، فقدت تلك الرياضة شعبيتها عالميا بسبب تكلفتها العالية غير ظهور أنواع أخرى بديلة أقل تكلفة وأصعب مثل صيد الأطباق بالإضافة إلى دور جمعيات حماية حقوق الحيوان التي اعتبرت تلك المسابقات دموية يجب إيقافها.
في حين يرى مناصري هذه الرياضة أن صيد الحمام الحي أصعب وأكثر تحديا من صيد الأطباق. وأن الرياضة ليست دموية كما يراها البعض فهي لا تتعدى ما تقوم به الدول في للتخلص من الحمام البري، فعلي سبيل المثال، في الولايات المتحدة الأمريكية، تقوم وزارة الزراعة الأمريكية بالتخلص من 60,000 حمامة وأكثر نتيجة الشكاوى.
في الماضي، كان يتم الإعلان عن المسابقات وتغطية أحداثها بصورة شاملة، أما الآن، لا تقام المسابقات إلى في نطاق ضيق حيث لا يتم استضافتها إلا في مواقع محددة مثل نوادي الأسلحة ولا يمكنك الحضور إلا بدعوة فقط.
في الولايات المتحدة الأمريكية، تقام مسابقات صيد الحمام الحي في أماكن خاصة ذات مساحة شاسعة مملوكة لأفراد أو قطاع خاص مثل المزارع الواسعة ومربى المواشي وغالبا ما تكون في جنوب البلاد لتجنب الاحتجاجات والمظاهرات من جمعيات حقوق الحيوان. التي تحاول بدورها نشر فكرة الاعتماد على طائرات بدون طيار لتكون أكثر محاكاة للطيور للحد من تلك المسابقة. في الماضي، عقد السيناتور الأمريكي جيم إنهوف مسابقة لصيد الحمام الحي في أوكلاهوما كجزء من حملة لجمع التبرعات السياسية.
في عام 2015، تم إسقاط طائرة بدون طيار تديرها مجموعة حقوق الحيوان أثناء تحليقها فوق حملة جمع التبرعات الخاصة بانهوف والتي كانت تُقام في مزرعة نائية. في عام 2017، بسبب احتجاجات من مجموعات حقوق الحيوان، استبدل انهوف حملته السنوية لجمع التبرعات بمسابقة صيد الحمام البري.

## الملاعب والبطولات
في الفترة ما بين بداية القرن العشرين، كانت البطولات والمنافسة تقام في جميع أنحاء العالم. في أولمبياد باريس عام 1900، كانت رياضة صيد الحمام أحد الأحداث بجائزة وصلت إلى 20,000 فرنك فرنسي (يعادل أكثر من 82,000 دولار أمريكي في عام 2017).
اشتهر حدث هذا العام بموافقة أول أربع متسابقين على تقسيم الجائزة.

## من أوائل القرن العشرين إلى منتصفه
يظهر الجدول التالي المدن التي استضافت مسابقة صيد الحمام الحي في الفترة ما بين أوائل القرن العشرين إلى منتصفه.
| عام  | المدينة          | البلد      | الفائز                                               |
| ---- | ---------------- | ---------- | ---------------------------------------------------- |
| 1930 | روما             | إيطاليا    | أوتافيو مينيكالي                                     |
| 1931 | مونت كارلو       | موناكو     | إدوارد رينفرو                                        |
| 1932 | فرنسا            | فرنسا      | ألفريد إلبي                                          |
| 1933 | سان سباستيان     | إسبانيا    | آر دي هيمبتينر                                       |
| 1934 | بودابست          | المجر      | كالام باب                                            |
| 1935 | بروسل            | بلجيكا     | كارتييه دي اورجيني                                   |
| 1936 | روما             | إيطاليا    | ادريانو كاردي                                        |
| 1937 | فيشي             | فرنسا      | جول موروز                                            |
| 1938 | نامور            | بلجيكا     | والتر وارن                                           |
| 1939 | دوفيل            | فرنسا      | جاي لامي                                             |
| 1940 | سانريمو          | إيطاليا    | جوليو كالستاني                                       |
| 1948 | إشتوريل          | البرتغال   | جوليو كالستاني                                       |
| 1949 | مدريد            | إسبانيا    | كلارك هومر                                           |
| 1950 | سانريمو          | إيطاليا    | أومبرتو ساكي                                         |
| 1951 | مونت كارلو       | موناكو     | كلارك هومر                                           |
| 1952 | إشتوريل          | البرتغال   | جوسيه كورادو                                         |
| 1953 | فيشي             | فرنسا      | كارلوس ألفونسو دي ميتجانز، كونت طيبة الثاني والعشرون |
| 1954 | سان سباستيان     | إسبانيا    | اندريه سيسه                                          |
| 1955 | القاهرة          | مصر        | بيل إيسيتس                                           |
| 1956 | روما             | إيطاليا    | إنمان فافياديس                                       |
| 1957 | إشتوريل          | البرتغال   | أورلاندو كارفالو                                     |
| 1958 | فيشي             | فرنسا      | إتيان كوربين                                         |
| 1959 | إشبيلية          | إسبانيا    | جيوفاني بوديني                                       |
| 1960 | ميلان            | إيطاليا    | كارلو جيورجيتي                                       |
| 1961 | برشلونة          | إسبانيا    | فرانسيسكو بولينش                                     |
| 1962 | روما             | إيطاليا    | كارلو جيورجيتي                                       |
| 1963 | مدريد            | إسبانيا    | دون مايفيلد                                          |
| 1964 | لشبونة           | البرتغال   | بيدرو رائيل مينا                                     |
| 1965 | مدينة سان مارينو | سان مارينو | جوزيبي اليو                                          |
| 1966 | مدينة مكسيكو     | المكسيك    | ليون بوزي                                            |
| 1967 | بولونيا          | إيطاليا    | ماوريتسيو فروسي                                      |
| 1968 | فالنسيا          | إسبانيا    | خوان أنطونيو مارتين                                  |
| 1969 | لشبونة           | البرتغال   | أميلكير بوديني                                       |
| 1970 | مدينة سان مارينو | سان مارينو | رودولفو سيكوني                                       |
| 1971 | ميلان            | إيطاليا    | إدواردو جورداو                                       |
| 1972 | سان سباستيان     | إسبانيا    | فرانكو بوماغي                                        |
| 1973 | بوينس آيرس       | الأرجنتين  | خوسيه باسيرا                                         |
| 1974 | بورتو            | البرتغال   | برونو بارديني                                        |
| 1975 | بولونيا          | إيطاليا    | جون تيريللي                                          |
| 1976 | مدريد            | إسبانيا    | تشارلز ميلر                                          |
| 1977 | بوينس آيرس       | الأرجنتين  | أومبرتو بيليسياري                                    |
| 1978 | لشبونة           | البرتغال   | برونو بارديني                                        |
| 1979 | ميلان            | إيطاليا    | أندريا إيدا                                          |
| 1980 | غوادالاخارا      | المكسيك    | هوراسيو دلفينو                                       |
| 1981 | مدريد            | إسبانيا    | فرانسيسكو مونتورو كانيت                              |
| 1982 | مدريد            | إسبانيا    | جوزيبي باسالاكوا                                     |
| 1983 | بورتو            | البرتغال   | خوسيه أركيس                                          |
| 1984 | مونتيكاتيني      | إيطاليا    | تيرزو بيرتوني                                        |
| 1985 | غوادالاخارا      | المكسيك    | جيوردانو تينتي                                       |
| 1986 | بوينس آيرس       | المكسيك    | خوان بابلو توليدو                                    |
| 1987 | ألش              | إسبانيا    | فيليبو سيكولو                                        |
| 1988 | لشبونة           | البرتغال   | يواكيم غيماريش                                       |
| 1989 | غوادالاخارا      | المكسيك    | أ. بيريز فرنانديز                                    |
| 1990 | القاهرة          | مصر        | بيدرو دياز دي لا بينيا                               |
| 1991 | سرقسطة           | إسبانيا    | أوزفالدو كانتوري                                     |
| 1992 | مالقة            | إسبانيا    | أنجيولينو بوسيو                                      |
| 1993 | فيلامورا         | البرتغال   | خوسيه إم رودريغيز                                    |
| 1994 | تولوكا           | المكسيك    | مارتين أوروزكو                                       |
| 1995 | مالقة            | إسبانيا    | جيوفاني رودنجى                                       |
| 1996 | بفيدم            | البرتغال   | خوسيه إم رودريغيز                                    |
| 1997 | مدريد            | إسبانيا    | كارلوس ساينز                                         |
| 1998 | غوادالاخارا      | المكسيك    | فوينتيس دي ماريا                                     |
| 1999 | ألش              | إسبانيا    | جونزالو سالازار                                      |
| 2000 | أندورا لا فيلا   | أندورا     | فرانسيسكو روزيش مارتن                                |

- قائمة موجزة ببعض الأماكن التي أقيمت فيها المسابقة في خمسينات القرن الماضي:
- إستوريل، البرتغال- مباراة بطولة العالم للأمم.
- مونت كارلو، موناكو.
- هافانا، كوبا- المسابقة الكبرى لصيد الحمام الحي.
- فيشي، فرنسا- المسابقة الكبرى لصيد الحمام.[13]
- لبنان، بنسلفانيا- ذكرى ميلر.[14]
- هيجن، بنسلفانيا- ذكرى فريد كولمان.[1][15]
- دوفيل، فرنسا- مسابقة روجر.
- باريس، فرنسا.[16]
- روما، إيطاليا.
- ميلان، إيطاليا.
- مدريد، اسبانيا- مسابقة صيد الحمام الحي.[17][18][19]
- سان ريمو، إيطاليا.[20][21][22]
- فالنسيا، أسبانيا.[23][24]
- برشلونة، اسبانيا- بطولة كولومباير.
- إشبيلية، إسبانيا- بطولة كولومباير.
- غوادالاخارا، المكسيك- بطولة فلاير.[25]
- مكسيكو سيتي، المكسيك- بطولة العالم لصيد الحمام الحي.[26][27][28]
- القاهرة، مصر- مباراة الأمم.[29]

### مونت كارلو: في الفترة ما بين 1872-1960
يرجع تاريخ صيد الحمام الحي في موناكو إلى عام 1872. كانت الحلبة آنذاك خلف النادي وكانت مشغولة دائما بمسابقات صيد الحمام حتى عام 1960، حيث تم استخدام أجسام روبوتية. ببطء، اختفت الرياضة عن الساحة، إلى أن اختفت تماما تقريبا في عام 1972.
تسببت شهرة الرياضة في مونت كارلو في صنع أنواع جديدة من البنادق، سميت ببندقية مونت كارلو.

### الأولمبياد
ضمت الألعاب الأولمبية في باريس عام 1900 رياضة صيد الحمام لكنها لم تشارك بعد ذلك بصفة دورية.

### بنسلفانيا
يعود تاريخ رياضة صيد الحمام في ولاية بنسلفانيا إلى منتصف القرن التاسع عشر. يعد نادي فيلادلفيا غان المطل على نهر ديلاوير في بنسالم، ولاية بنسلفانيا أحد أقدم نوادي الأسلحة النارية في الولايات المتحدة الأمريكية. تأسس النادي عام 1877 في ذروة العصر المذهب، افتتح النادي أمام العديد من السادة البارزين اجتماعيا وسيداتهم. في عام 1895، استحوذ النادي على قصر بيكلي التاريخي لاستخدامه كنادي. النادي يضم حاليا 61 عضوا.ref name="all-creatures.org">"Gun Club's Pigeon Shoots Ruffles Feathers". www.all-creatures.org. مؤرشف من الأصل في 2020-09-23. اطلع عليه بتاريخ 2019-01-06.</ref>
استقطب النادي العديد من الرياضيين الأمريكيين الأثرياء من أمثال أعضاء عائلة فاندربيلت حيث انضم ويليام كيسام فاندربيلت الثاني وهاري باين ويتني الذي تزوج جيرترود فاندربيلت في عام 1896 عضوين. انضم أيضا إدوارد بورد جروب جونيور، الجنرال السابق في جيش الاتحاد، رجل الأعمال، السياسي من نيو جيرسي، سفير الولايات المتحدة في إسبانيا في عهد بنيامين هاريسون إلى أعضاء النادي بل أصبح رئيسا له فيما بعد.
بالإضافة إلى ميدان الرماية، امتلك النادي مرفأ على النهر، بيوت كلاب الصيد. في مطلع القرن، حضرت آني أوكلي وصاحب عملها آنذاك، بوفالو بيل، جلسات تصوير في النادي.

### الموقع الحالي
- كاسا دي كامبو، جمهورية الدومينيكان.[35][36]
- غوادالاخارا، المكسيك.[37]
- إسبانيا.[38]
- بنسالم، بنسلفانيا، الولايات المتحدة الأمريكية.[1]
- دالماتيا، بنسلفانيا، الولايات المتحدة الأمريكية.[39]
- هامبورغ، بنسلفانيا، الولايات المتحدة الأمريكية.[39]
- هندرسون، ماريلاند، الولايات المتحدة الأمريكية.[40]
- ليكينز، بنسلفانيا، الولايات المتحدة الأمريكية.[39]

## استخدام الحمام
في أوروبا، تستخدم سلالة خاصة من الحمام الصخري تسمى زومبا، صغيرة ورمادية وسريعة بشكل استثنائي. أما في الولايات المتحدة، تم استخدام الحمام الوحشي الذي تم أسره في المناطق الحضرية مثل مدينة نيويورك، حيث يُعتبر مصدر إزعاج، كأهداف لمسابقات صيد الحمام الحي.